# Палестра (Древна Гърция)
Палестрата (на гръцки: παλαίστρα) в Древна Гърция е частна школа по борба, както и име на сградата на школата.
Там се упражняват бокс и борба, тренировките не изискват много място. Палестрата обикновено е комбинирана с обществен гимназион, за който е задължителна, затова често тези думи се използват равнозначно.
В архитектурно отношение включва постройки около правоъгълен двор, ограден с колонади, с присъединени стаи и служебни помещения с различни функции – бани, съблекални, места за почивка и обучение, складове за оборудване и масло.